# Záliv Josefa Bonaparta
Záliv Josefa Bonaparta (anglicky Joseph Bonaparte Gulf) je velký mořský záliv, který se zařezává do pobřeží australského Severního teritoria a spolkového státu Západní Austrálie. Je součástí Timorského moře. V roce 1803 jej takto pojmenoval francouzský objevitel a přírodovědec Nicolas Baudin na počest Josefa Bonaparta, bratra Napoleona Bonaparta a neapolského krále (1806–1808), později krále španělského (1808–1813). Nejjižnější část tohoto zálivu nese název Cambridgeský záliv, což z ní činí záliv v zálivu.

## Popis
Na území Severního teritoria se do zálivu vlévají řeky Keep a Victoria, řeka Keep poblíž hranice dělící Severní teritorium a Západní Austrálii.
Do Cambridgeského zálivu, který leží na území Západní Austrálie, se vlévají řeky Ord, Pentecost, Durack, King a Forrest a vytvářejí tak ústí typu estuár.
V jihovýchodní části zálivu, mezi ústími řek Keep a Victoria se na ploše 1391 km2 rozkládá významné ptačí území Legune (Joseph Bonaparte Bay) Important Bird Area, které tvoří převážně wattové pobřeží, jsou tam však i sladkovodní bažiny s vegetací šáchorovitých, sezonní travnaté marše či plochy s mangrovy.
Podloží celého zálivu tvoří velká Bonapartova pánev, což je sedimentární pánev pojmenovaná podle zálivu, která zasahuje značnou část Timorského moře a obsahuje několik funkčních a slibných ropných polí.
Tradičním vlastníkem oblastí kolem zálivu je domorodý kmen Menthajagalů.